# Le Gambit du cavalier
Le Gambit du cavalier (titre original : Knight's Gambit) est un recueil de nouvelles de William Faulkner. Toutes ont en commun le personnage de l'avocat Gavin Stevens, déjà rencontré dans L'Intrus (1948) et que l'on retrouve dans Requiem pour une nonne (1951).

## Composition
- Fumée, 1948 ((en) Smoke, 1932)Déjà incluse dans le recueil précédent Le Docteur Martino et autres histoires, elle ne figure pas dans l'édition française
- Monk, 1951 ((en) Monk, 1937)
- Une main sur les eaux, 1951 ((en) Hand Upon the Waters, 1939)
- Sans relâche, 1951 ((en) Tomorrow, 1940)
- Une erreur de chimie, 1951 ((en) An Error in Chemistry, 1946)
- Le Gambit du cavalier, 1951 ((en) Knight’s Gambit, 1949)